# ماساهیرو تاناکا
ماساهیرو تاناکا (انگلیسی: Masahiro Tanaka؛ زادهٔ ۱ نوامبر ۱۹۸۸) بازیکن بیس‌بال اهل ژاپن است.
از باشگاه‌هایی که در آن بازی کرده‌است می‌توان به نیویورک یانکیز اشاره کرد.
وی در مسابقات کشوری و بین‌المللی در مجموع برندهٔ ۲ مدال طلا شده‌است.